# Raimund Rosenberger

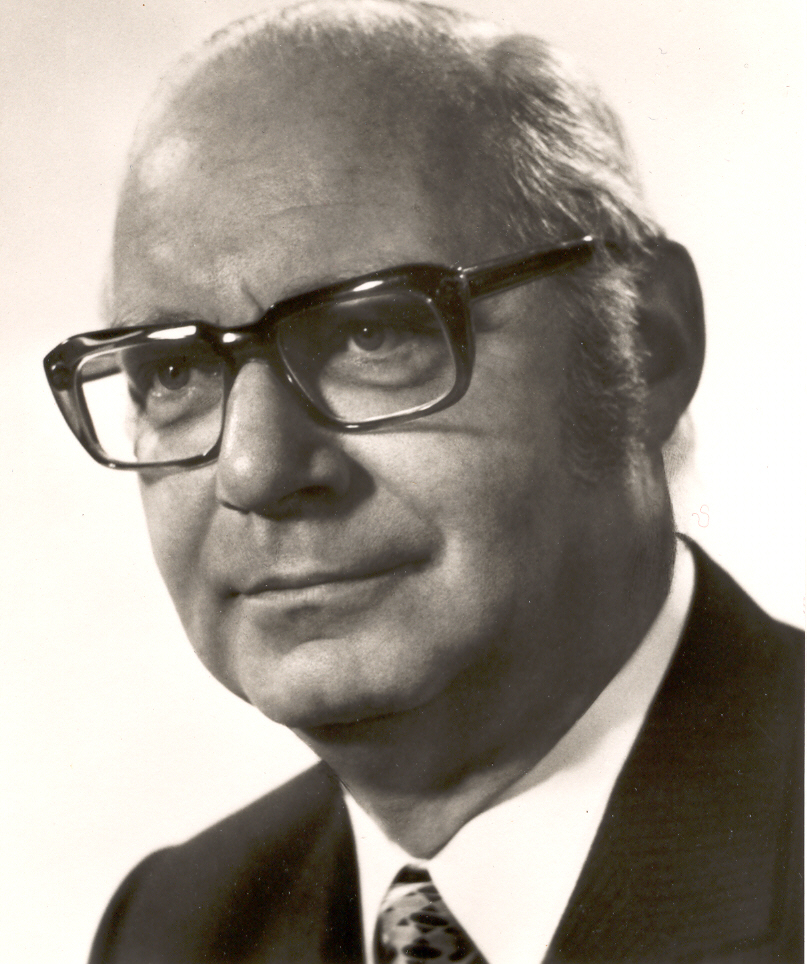
Raimund Rosenberger (1975)

Raimund Rosenberger (* 17. Juli 1917 in München; † 30. Oktober 1990 ebenda) war ein deutscher Komponist, Filmkomponist, Arrangeur und Dirigent.

## Biografische Angaben
Nach dem Abitur 1936 leistete Rosenberger von 1936 bis 1938 Wehrdienst. Von 1938 bis 1942 besuchte er die Musikhochschule in München und war von 1942 bis 1952 als Dirigent bei verschiedenen Theatern beschäftigt. Ab 1952 war der junge Musiker als freier Komponist tätig. Rosenberger war ab 1968 stellvertretender Präsident und ab 1973 Präsident des Deutschen Komponistenverbandes und ab 1982 Vorsitzender des Aufsichtsrates der GEMA.
Ab der zweiten Hälfte der 1950er-Jahre komponierte Rosenberger zahlreiche Filmmusiken, darunter zu den Klassikern Der Pauker (1958), Rosen für den Staatsanwalt (1959), Mein Schulfreund (1960), Das Testament des Dr. Mabuse (1962), Der Henker von London (1963) und den Karl-May-Filmen Durchs wilde Kurdistan und Im Reiche des silbernen Löwen (beide 1965). Zu seinen wichtigsten Arbeiten für das Fernsehen zählen die Soundtracks zu der Fernsehserie Mordkommission und fast 100 Komödienstadel-Folgen.
Außerdem komponierte Rosenberger Hörspielmusiken, mehrere Musicals, u. a. „Zweimal Götz“, „Fahr'n ma, Euer Gnaden“ und „Das erste Rendezvous“, über 1000 Kompositionen der Tanzmusik sowie der volkstümlichen Musik.

## Filmografie (Auswahl)
- 1956: Die fröhliche Wallfahrt
- 1958: Der Pauker
- 1959: Der Haustyrann
- 1959: Alle Tage ist kein Sonntag
- 1959: Rosen für den Staatsanwalt
- 1959: Hubertusjagd
- 1960: Oh, diese Bayern!
- 1960: Der Jugendrichter
- 1960: Mein Schulfreund
- 1960: Wenn die Heide blüht
- 1961: Frau Irene Besser
- 1961: Blond muß man sein auf Capri
- 1962: Frauenarzt Dr. Sibelius
- 1962: Zwischen Schanghai und St. Pauli
- 1962: Das Testament des Dr. Mabuse
- 1963: Der Henker von London
- 1963–1967: Interpol greift ein! (Filmreihe)
  - Der Trick mit dem Schlüssel
  - Ich war Cicero
  - Die Dame mit dem Spitzentuch
  - Tod um die Ecke
  - Geld Geld Geld – Zwei Milliarden gegen die Bank von England
  - Geld kennt keine Grenzen
  - …geborene Lipowski
- 1964: Das siebente Opfer
- 1965: Mädchen hinter Gittern
- 1965: Durchs wilde Kurdistan
- 1965: Im Reiche des silbernen Löwen
- 1966: Der Komödienstadel – Die Mieterhöhung
- 1969: Heintje – Ein Herz geht auf Reisen
- 1969: Charley’s Onkel
- 1969: Der Mann mit dem goldenen Pinsel
- 1969: Zehn kleine Negerlein
- 1970: Heintje – Einmal wird die Sonne wieder scheinen
- 1970: Heintje – Mein bester Freund
- 1970: Mord im Pfarrhaus
- 1972: Königlich Bayerisches Amtsgericht
- 1974: Auch ich war nur ein mittelmäßiger Schüler
- 1974: Der Komödienstadel: Das sündige Dorf
- 1975: Ich denk’ mich tritt ein Pferd
- 1985. Der Komödienstadel: Der Schneesturm

## Hörspiele
- 1954: Jo Hanns Rösler, Oskar Weber: Goldnüss', Zimtstern' und Lametta. Die Feiertagserlebnisse der Familie Zangerl – Regie: Olf Fischer
- 1955: Der Komödienstadel: Max Neal: Die Hosenknöpf'; Max Neal, Max Ferner: Glück im Starenhaus; Olf Fischer: Der Zigeunersimmerl – Regie: Olf Fischer
- 1956–1959: Marianne Knief, Willy Vierlinger, Hela von Trotha, Walter Netzsch, Joseph Zeitler: Die Daxlwanger (5 Folgen) – Regie: Olf Fischer
- 1957: Leopold Ahlsen: Die Ballade vom halben Jahrhundert – Regie: Heinz-Günter Stamm
- 1957: William Saroyan: Menschliche Komödie (2 Teile) – Regie: Heinz-Günter Stamm
- 1957: Georg Schwarz: Der weiße Adler – Regie: Heinz-Günter Stamm
- 1957: Georg Lohmeier: Der Pfarrer von Gillbach – Regie: Hans-Reinhard Müller
- 1958: Viktor Arthur Schunk: Die Säghofbäuerin. Ein volkstümliches Hörspiel – Regie: Hans Reinhard Müller
- 1958: Georg Queri: Matheis bricht's Eis. Ein ländliches Lustspiel – Regie: Arnulf Schröder
- 1958: Vicki Baum: Menschen im Hotel – Regie: Heinz Günther Stamm
- 1958: Ludwig Thoma: Der Schusternazi. Ein Volksstück – Bearbeitung und Regie: Olf Fischer
- 1958: Wilhelm Meyer-Förster: Alt-Heidelberg (Musikalische Einrichtung) – Regie: Heinz-Günter Stamm
- 1958: Otto Ernst, Hartmann Goertz: Seinerzeit ausverkauft: Flachsmann als Erzieher – Regie: Heinz-Günter Stamm
- 1959: Dieter Fuß: Das Lied der Drehorgel – Regie: Heinz-Günter Stamm (Original-Hörspiel)
- 1959: Charlotte Birch-Pfeiffer, George Sand: Seinerzeit ausverkauft: Die Grille – Regie: Heinz-Günter Stamm
- 1959: Alix du Frênes: Der Lerchengarten – Regie: Heinz-Günter Stamm
- 1959: August von Kotzebue: Seinerzeit ausverkauft: Die deutschen Kleinstädter oder Ein Mann kommt in die Stadt – Regie: Heinz-Günter Stamm
- 1959: Ludwig Anzengruber: Der Doppelselbstmord. Eine Bauernposse mit Gesang – Regie: Edmund Steinberger
- 1959: Annemarie Selinko: Das Tagebuch der französischen Bürgerin Désirée Clary – Regie: Heinz-Günter Stamm
- 1959: Charlotte Birch-Pfeiffer, Charlotte Brontë: Seinerzeit ausverkauft: Die Waise von Lowood – Regie: Heinz-Günter Stamm
- 1960: Hans Hunkele: Die Dorfvenus – Regie: Emil Schölderle
- 1960: August Hinrichs, Walter Netzsch: Der Komödienstadel: Wenn der Hahn kräht – Regie: Olf Fischer
- 1960: Ewald G. Seeliger: Peter Voss, der Millionendieb (8 Teile) – Regie: Heinz-Günter Stamm
- 1960: Heinrich von Kleist: Das Käthchen von Heilbronn oder Die Feuerprobe – Regie: Heinz-Günter Stamm
- 1961: Heinz Coubier: Die Passagiere – Regie: Heinz-Günter Stamm
- 1961: Günther Bibo, Emil Rameau: Seinerzeit ausverkauft: Die göttliche Jette. Posse mit Musik – Regie: Heinz-Günter Stamm
- 1961: Maximilian Vitus: Der Komödienstadel: Paraplü und Perpendikel. Ländliches Lustspiel in drei Akten – Bearbeitung und Regie: Olf Fischer
- 1964: Georg Lohmeier: Gebt euch nicht der Trauer hin – Regie: Hellmuth Kirchammer
- 1964: Franz Messner: Die richtige Party. Ein bayerisches Singspiel – Regie: Irene Eckhardt
- 1964: Julius Pohl, Emil Vierlinger: Der Ehestreik – Regie: Olf Fischer
- 1965: Anton Hamik, Oskar Weber: Der verkaufte Großvater – Regie: Olf Fischer
- 1965: Carl Borro Schwerla: Der Komödienstadel: Graf Schorschi – Regie: Olf Fischer
- 1966: Maximilian Vitus, Oskar Weber: Der Komödienstadel: St. Pauli in St. Peter. Ländlicher Schwank – Regie: Olf Fischer
- 1966: Max Neal, Olf Fischer: Das sündige Dorf – Bearbeitung und Regie: Olf Fischer
- 1967: Franz Messner: Ein Mädchen mit Klavier – Bearbeitung und Regie: Irene Eckhardt
- 1967: Maximilian Vitus, Oskar Weber: Der Komödienstadel: Alles in Ordnung – Bearbeitung und Regie: Olf Fischer
- 1968: Maximilian Vitus, Oskar Weber: Der Komödienstadel: Das Millionenbett – Bearbeitung und Regie: Olf Fischer
- 1968: Adele Meyer-Kaufmann, Oskar Weber: Der Komödienstadel: Das Wunder des heiligen Florian – Bearbeitung und Regie: Olf Fischer
- 1969: André Roussin: Und abends in die Komödie: Die Lokomotive – Regie: Heinz-Günter Stamm
- 1969: Justin Schröder: Auf geht's beim Schichtl! – Regie: Olf Fischer
- 1970: Heinrich Spoerl: Die Feuerzangenbowle – Regie: Heinz-Günter Stamm
- 1970: August Hinrichs: Der Komödienstadel: Alles für die Katz. Ländliches Spiel – Regie: Olf Fischer
- 1970: Knut Hamsun: Viktoria – Regie: Heinz-Günter Stamm
- 1971: Georg Queri: Matheis bricht's Eis – Regie: Olf Fischer; Alexander Malachovsky
- 1971: Bernd Schroeder: Miteinander – Füreinander – Regie: Alexander Malachovsky
- 1972: Maximilian Vitus, Oskar Weber: Der Komödienstadel: Die drei Eisbären – Bearbeitung und Regie: Olf Fischer
- 1972: Mischa Mleinek: Die letzte harte Rechnung – Regie: Heinz-Günter Stamm
- 1972: Max Neal, Max Ferner: Der Komödienstadel: Die drei Dorfheiligen. Ein ländlicher Schwank – Regie: Olf Fischer
- 1972: Franz Gischel: Der Komödienstadel: Die kleine Welt – Regie: Olf Fischer
- 1973: Daphne du Maurier: Seinerzeit ausverkauft: Rebecca – Regie: Heinz-Günter Stamm
- 1973: Georg Lohmeier: Bayerische Szene: Die Tochter des Bombardon – Regie: Hellmuth Kirchammer
- 1973: Sepp Faltermaier: Der Komödienstadel: Der Bauerndiplomat. Ein ländlicher Schwank – Regie: Olf Fischer
- 1973: Max Halbe: Seinerzeit ausverkauft: Der Strom – Regie: Heinz-Günter Stamm
- 1974: Avery Hopwood: Der Mustergatte (auch Musiker (Cembalo)) – Regie: Heinz-Günter Stamm
- 1974: Louis Rognoni: Der letzte Ausweg (auch Dirigent) – Regie: Heinz-Günter Stamm (Original-Hörspiel)
- 1974: Ludwig Ganghofer: Der Komödienstadel: Der Jäger von Fall (Bearbeitung (Musik) und Dirigent) – Regie: Olf Fischer
- 1974: Ridi Walfried: Der Komödienstadel: Glück mit Monika – Bearbeitung und Regie: Olf Fischer
- 1974: R. D. Wingfield: Auf Provisionsbasis – Regie: Heinz-Günter Stamm
- 1975: Sidonie Gabrielle Colette: Gigi – Regie: Heinz-Günter Stamm
- 1975: Maximilian Vitus: Der Komödienstadel: Herz am Spieß (Bearbeitung (Musik)) – Regie: Olf Fischer
- 1976: Ludwig Thoma: Der Komödienstadel: Witwen – Regie: Olf Fischer
- 1976: Ridi Walfried: Der Komödienstadel: Der Unwiderstehliche (auch Dirigent) – Regie: Olf Fischer
- 1977: Curt Goetz: Seinerzeit ausverkauft: Das Haus in Montevideo – Regie: Heinz-Günter Stamm
- 1978: Oskar Weber: Seinerzeit ausverkauft: Fahr'n ma, Euer Gnaden! Ein musikalisches Münchner Lustspiel – Regie: Olf Fischer
- 1978: Joseph Maria Lutz: Der Komödienstadel: Der Geisterbräu – Regie: Olf Fischer
- 1978: Walter Harlan: Seinerzeit ausverkauft: Das Nürnbergisch Ei – Regie: Heinz-Günter Stamm
- 1978: Centa Schneider: Der Komödienstadel: Der Strohwitwer – Regie: Olf Fischer
- 1979: Curt Hanno Gutbrod: Der Komödienstadel: Die Sache mit dem Feigenblatt – Regie: Olf Fischer
- 1979: Ludwig Anzengruber: Bayerische Szene: Der ledige Hof – Regie: Olf Fischer
- 1981: Willy Stock: Der Komödienstadel: Spätlese oder Auch der Herbst hat schöne Tage  – Regie: Olf Fischer
- 1982: Anton Maly: Der Komödienstadel: Schneesturm (auch Dirigent) – Redaktion und Regie: Olf Fischer
- 1983: Hans Gnant, Walter Fitz: Der Komödienstadel: Liebe und Blechschaden – Bearbeitung und Regie: Olf Fischer
- 1984: Georg Lohmeier: Der Komödienstadel: Der Senior. Ein ökonomischer Schwank – Bearbeitung und Regie: Olf Fischer

## Auszeichnungen
- 1983: Bundesverdienstkreuz am Bande
- 1987: GEMA-Ehrenring